# Мичиганская конференция Объединённой церкви Христа
Мичиганская конференция Объединённой церкви Христа (англ. Michigan Conference of the United Church of Christ, MCUCC) — региональное объединение Объединённой церкви Христа (UCC) в штате Мичиган, США. 

## История
Объединённая церковь Христа образовалась 25 июня 1957 года в результате слияния Конгрегационалистских христианских церквей и Евангелической и реформированной церкви. Президент Генерального синода Евангелической и реформированной церкви Джеймс Вагнер и священник Генерального совета Конгрегационалистских христианских церквей доктор Фред Хоскинс стали сопрезидентами новой деноминации. Этот союз положил начало объединению на уровне штатов.
На специальном собрании 22 мая 1963 года Мичиган-Индианский синод Евангелической и реформированной церкви и Конгрегационалистские христианские церкви проголосовали за создание конференции в рамках UCC. Первая ежегодная ассамблея Мичиганской конференции прошла 19—20 мая 1964 года в Анн-Арборе в церкви Вифлеемской Объединённой церкви Христа. Первым конференц-министром был избран преподобный Дуэйн Н. Вор.
В 1965—1966 годах конференция построила центр на 16 акрах земли в Ист-Лансинге, а также приобрела лагерь «Талахи» в Хоуэлле. В 1970-х годах конференция участвовала в национальной программе UCC «17/76 Achievement Fund», собрав $470 985 для поддержки исторических афроамериканских колледжей. В 1980-х годах были запущены программы подготовки мирян (STEM) и созданы три новые общины.
В 1990-х годах прошли первые совместные ассамблеи с Движением учеников Христа (JAMRA), а также мероприятия по развитию евангелизации, такие как «Michigan Grow» и «Faith Works».

## Конференц-священники
Церковью руководили следующие священнослужители:
- 1963—1976: Дуэйн Н. Вор;
- 1976—1987: Джон М. Роджерс;
- 1988—1992: Марвуд Э. Реттиг;
- 1996—2008: Кент Дж. Улери;
- 2012—2022: Кэмпбелл Ловетт;
- 2022—н. в.: Лиллиан Дэниел.

## Ассоциации
Современная структура конференции включает шесть ассоциаций:
- Ковенантская ассоциация (центральный Мичиган);
- Детройтская метрополитенская ассоциация (юго-восток);
- Восточная ассоциация (регион «Большого пальца»);
- Гранд-Вест ассоциация (центрально-западный Мичиган);
- Юго-Западная ассоциация (от I-69 до озера Мичиган);
- Объединённая северная ассоциация (от Клэра до Верхнего полуострова).

Первоначальные 12 ассоциаций были реорганизованы в 1960-х годах. Среди них: Анн-Арбор-Джэксон (основана в 1842), Центральная (1845), Чебойган (1878), Дельта (1888) и другие.

## Статистика
Штаб-квартира расположена в Ист-Лансинге, конференция объединяет 145 общин по всему штату.